# Vanadyle

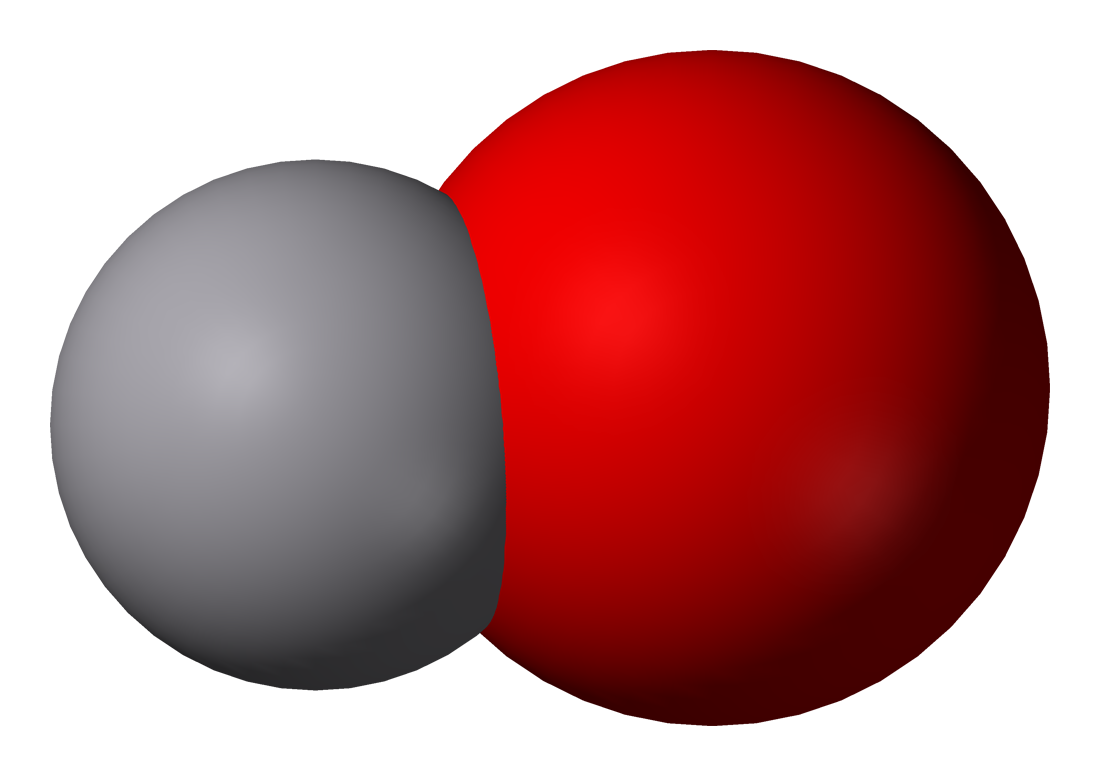
Le cation vanadyle, VO^{2+}

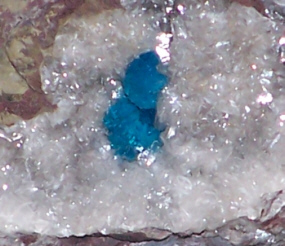
Cavansite, un minéral contenant le cation vanadyle lui donnant une couleur caractéristique.

Le vanadyle ou le cation oxovanadium(IV), [VO]2+, est un oxycation du vanadium de couleur bleue. C'est l'un des ions diatomiques les plus stables connus qui forme un grand nombre de complexes.

## Composés contenant l'ion vanadyle
- acétylacétonate de vanadyle, VO(acac)2
- sulfate de vanadyle, VOSO4·5H2O

## Espèces proches
- ion titanyle, [TiO]2+
- ion pervanadyle, [VO2]+, aussi connu sous le nom d'ion dioxovanadium(V)
- ion métavanadate, [VO3]nn−
- ion orthovanadate, [VO4]3−
- ion thiovanadyle, [VS]2+